# فرحان شنسوی
فرحان شنسوی (ترکی استانبولی: Ferhan Şensoy؛ زادهٔ ۲۶ فوریهٔ ۱۹۵۱ – درگذشتهٔ ۳۱ اوت ۲۰۲۱) نمایش‌نامه‌نویس، هنرپیشه و نویسنده اهل ترکیه بود. او فعالیت حرفه‌ای خود را از سال ۱۹۷۳ آغاز کرد.